# Элизабета (бронепалубный крейсер)
«Элизабета» (рум. Elisabeta) — бронепалубный крейсер ВМС Румынии.

## Постройка
Бронепалубный крейсер «Элизабета» был построен на верфях завода Armstrong, Mitchell & Co в 1888 году. Корабль был назван в честь первой королевы Румынии, Элизаветы, более известной под творческим псевдонимом Кармен Сильва. Завершил ходовые испытания 14 сентября 1888 года в устье реки Тайн, демонстрируя среднюю скорость чуть больше 18 узлов.
Первоначально был оснащен четырьмя 150-мм крупповскими орудиями, четырьмя 57-мм орудиями Норденфельдт, и четырьмя 37-мм французскими скорострельными орудиями Гочкис. Кроме этого, крейсер имел четыре 356-мм торпедных аппарата.
После завершения испытаний, «Элизабета» была укомплектована румынским экипажем под командованием полковника Иона Мургеску, до этого бывшего командиром миноносца «Рындуника».
В октябре 1888 года корабль совершает переход в Галац. После отказа турецких властей разрешить проход крейсера через Босфор с вооружением, было принято решение его разоружить, а орудия доставить по суше. По прибытии в Галац, корабль снова был вооружен.
Сформированный для крейсера экипаж состоял из девяти офицеров и 134 нижних чинов, кроме того, на корабле постоянно присутствовали десятки гражданских инструкторов и морских курсантов. К весне 1889 года корабль был полностью готов к выполнению боевой работы.

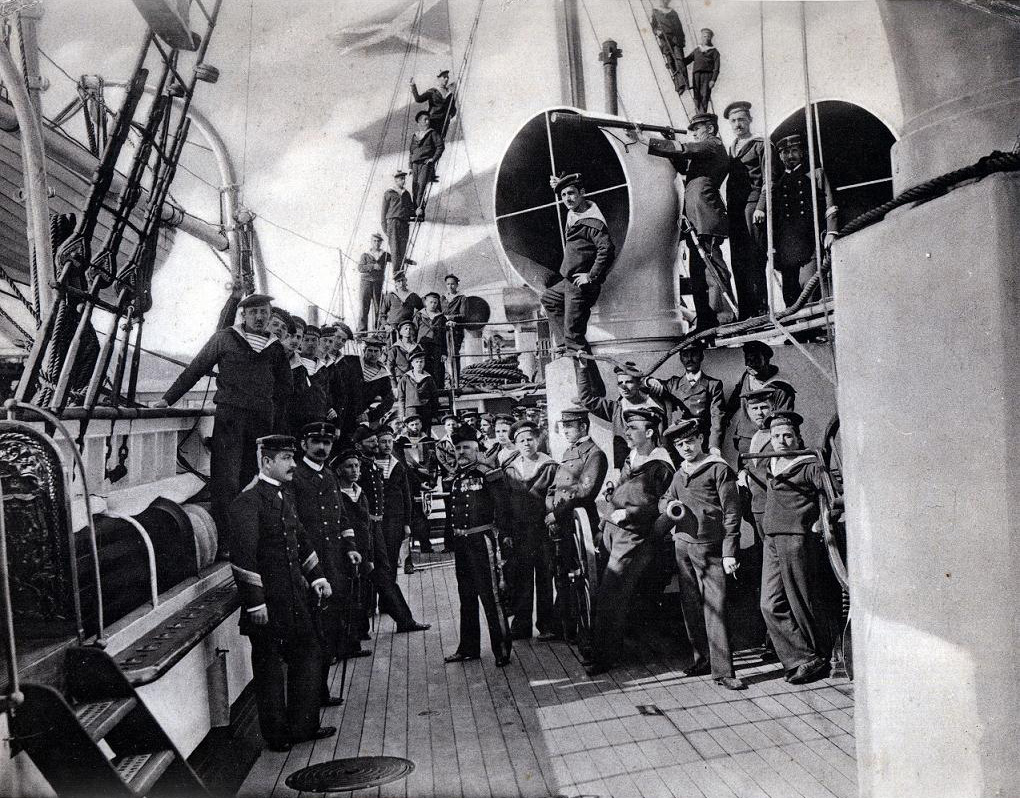
На борту корабля

После этого, крейсер на тридцать лет (с 1888 по 1918 год) становится флагманом и самым крупным кораблем румынского флота. С 1889 по 1898 год бессменным командиром корабля был капитан Василий Урсеану.

## Заграничные походы
15 мая 1889 года «Элизабета» вышла в море, крейсируя восточным побережьем Чёрного моря, посетив при этом Сулину, Констанцу, Варну, Константинополь и Одессу. В том же году «Элизабета» побывала в Синопе и Трапезунде, Евпатории, Ялте, Феодосии, Новороссийске, Батуми. Осенью корабль вернулся в Галац, находясь там до весны следующего года. Летом 1890 года, «Элизабета» становится флагманом румынской эскадры, в составе которой находилась канонерская лодка «Гривица» (Griviţa), три миноносца, и парусное учебное судно «Мирча».
В последующие годы «Элизабета» продолжает участвовать в многочисленных морских походах, демонстрируя в Средиземном море румынский флаг. В 1891 году корабль снова отправляется в пятимесячный поход, который начался с посещения Константинополя. Затем, находясь в Мемфисе и Пирее, борт крейсера посещает король Греции Георг I.
В том же походе корабль посещает Францию (Вильфранш, Антиб, Тулон), Италию (Специя, Ливорно и Палермо) и Испанию (Кадис), а также Гибралтар и Мальту. Последующие годы были заполнены похожими визитами.
В 1892 году «Элизабета» представляла Румынию на торжествах, посвящённых 400-летию плавания Христофора Колумба (проходили в Ливорно, Барселоне и Лиссабоне). Она принимает участие в церемонии открытия в Сулине Международной Дунайской комиссии (1894), а также на празднестве открытия Канала кайзера Вильгельма (1895). Тогда же «Элизабета» впервые посещает Прибалтику. В Стокгольме корабль на своём борту принимает короля Швеции. После этого похода крейсер возвращается домой.
Благодаря своим регулярным морским походам, «Элизабета» становится одним из самых узнаваемых кораблей Средиземного моря.

## Дальнейшая служба
В 1904 году, после почти пятнадцати лет непрерывных походов, «Элизабета» был направлен в Галац, на капитальный ремонт, в ходе которого с корабля была демонтирована одна мачта.
Когда 2 июля 1905 года мятежный российский броненосец «Потёмкин» пришёл в Констанцу, «Элизабета», фактически, оказывается единственным кораблем, который мог оказать «Потёмкину» хоть какое-то сопротивление. Однако до боевого столкновения не дошло — команда российского корабля запросила политического убежища.
В 1906 году, крейсер посещает торжественные мероприятия в Варне. В том же году крейсер принимает участие в морских учениях, на которых впервые в истории ВМС Румынии был осуществлён учебный десант пехотного батальона.
В конце года, «Элизабет» была перевооружена на четыре 120-мм французских орудия Сен-Шамон. Германские 57-мм орудия Норденфельдт также заменялись 75-мм орудиями Сен-Шамон. Два скорострельных орудия Гочкис демонтировались.
25 июня 1908 года «Элизабета» присутствует на открытии Румынского Королевского военно-морского училища в Констанце.
В 1912 году, в ходе Первой Балканской войны, «Элизабета» была отправлена в Константинополь, для защиты румынской дипломатической миссии.
В ходе Второй Балканской войны (1913) корабль активного участия не принимал.

## Первая мировая война и дальнейшая судьба
После вступления Румынии в Первую мировую войну (1916), окончательно устаревший корабль, находившийся в то время в Сулине, был разоружен. Корабельными орудиями для защиты от австро-венгерских мониторов был укреплен ряд артиллерийских позиций вдоль Дуная а также окопы вблизи Туртукаи.
После окончания Первой Мировой войны, «Элизабета» была списана. В 1919 году корабль некоторое время использовался как транспорт, после чего в середине 1920-х годов он был поставлен на прикол в Сулине, где использовался в качестве плавучего склада. В 1930-х годах бывший крейсер был разобран на металл.
На сегодняшний день сохранились только компас и рулевое колесо корабля, которые сохраняются в румынском военно-морском музее в Констанце.